# Rezervația naturală Ocnița
Ocnița este o rezervație naturală silvică în raionul Ocnița, Republica Moldova. Este amplasată în ocolul silvic Ocnița, Ocnița, parcela 16. Are o suprafață de 103 ha. Obiectul este administrat de Gospodăria Silvică de Stat Edineț.